# Institut de France

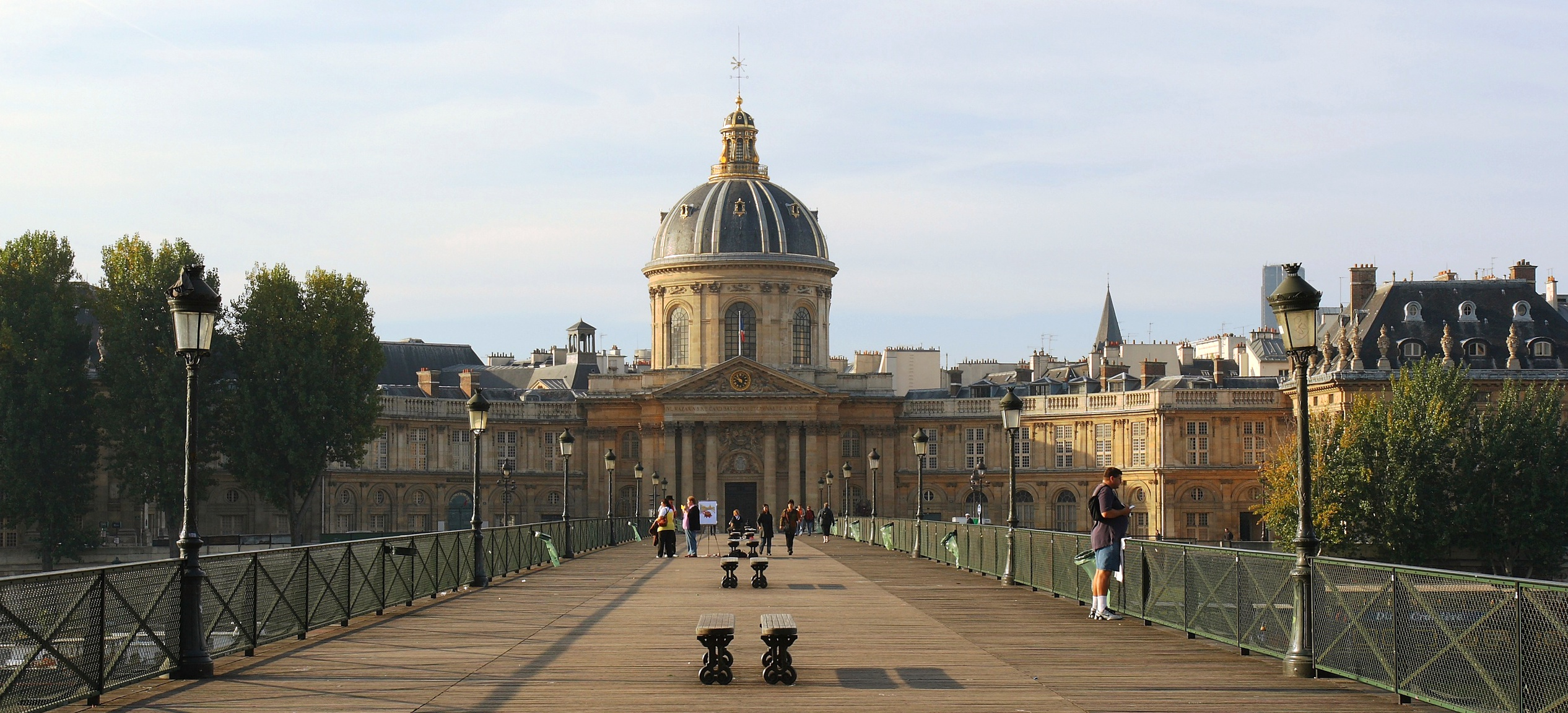
Trụ sở Institut de France

Institut de France là cơ quan viện hàn lâm của Pháp. Được thành lập từ 25 tháng 10 năm 1795, hiện nay trụ sở của viện nằm ở số 23 quai Conti, thuộc Quận 6 thành phố Paris.
Institut de France tập trung năm viện hàn lâm, nhiều tổ chức và bên trong trụ sở của viện còn có bốn thư viện. Trong tiếng Việt, Institut de France đôi khi được dịch: Viện Pháp quốc hoặc Học viện Pháp quốc.
| Métro Paris | Bến tàu điện ngầm: Pont Neuf |

## Trụ sở Institut de France

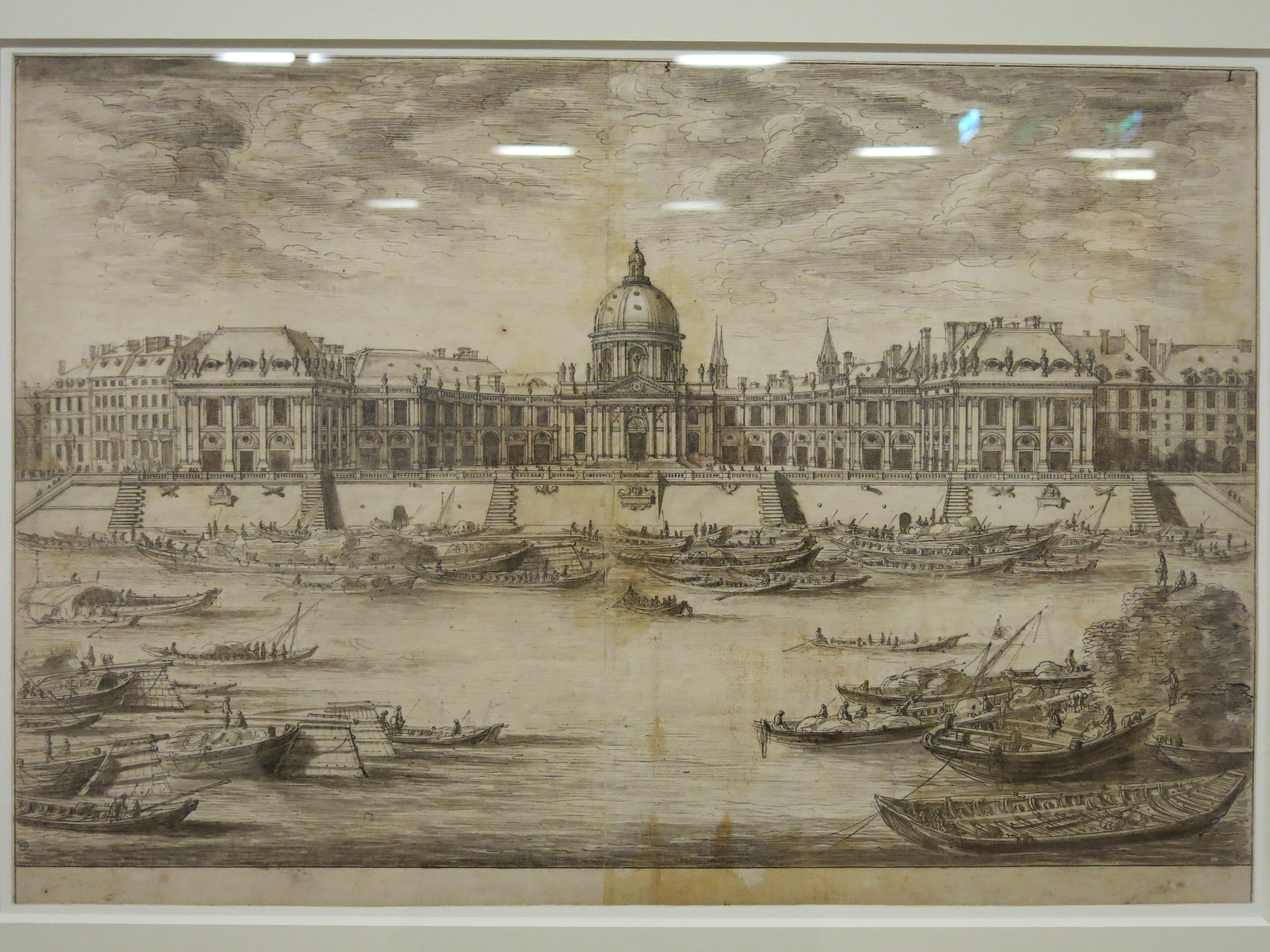
Trường Quatre-Nations

Trụ sở của Institut de France hiện nay là trường Quatre-Nations cũ.
Năm 1661, trong chúc thư của mình, hồng y Jules Mazarin đề nghị thành lập Quatre-Nations, một trường giáo dục miễn phí đón nhận 60 quý tộc từ các nước đã phục tùng hoàng gia theo hiệp ước Westphalie năm 1648 và Pyrénées năm 1659. Jules Mazarin muốn mình được an táng tại nhà thờ nhỏ của ngôi trường này. Thư viện Mazarine của hồng y cũng được tặng lại cho trường Quatre-Nations.
Jean-Baptiste Colbert yêu cầu kiến trúc sư Louis Le Vau thiết kế bản vẽ công trình nằm bên tả ngạn, đối diện với cung điện Louvre qua sông Seine. Tới ngày 21 tháng 1 năm 1662, việc thiết kế hoàn thành và 11 tháng 3, bản vẽ được đưa tới vua Louis XIV. Louis Le Vau ước tính công trình sẽ tiêu tốn 2 triệu li vơ, nhưng cuối cùng chỉ hết 20 % con số dự đoán.
Tới năm 1668, phần lớn công trình đã hoàn thành. Nhưng năm 1670, Louis Le Vau mất và kiến trúc sư François d'Orbay thay thế. Công việc tiến hành chậm chạp, cho tới 1674 François d'Orbay mới hoàn thành nhà thờ nhỏ. Năm 1677, Quatre-Nations được trang trí 12 bức tượng, tác phẩm của các nhà điêu khắc Martin Desjardins, Etienne Le Hongre cùng một vài người khác. Ngày 6 tháng 9 năm 1684, thi hài hồng y Jules Mazarin được chuyển về trong nhà thờ nhỏ. Tới năm 1688, trường Quatre-Nations mở cửa.
Năm 1802, trường Quatre-Nations bị đóng cửa và theo yêu cầu của Napoléon Bonaparte, Institut de France chuyển về đây năm 1805. Kiến trúc sư Antoine Vaudoyer thay đổi nhà thờ nhỏ thành phòng họp. Năm 1846, một tòa nhà nữa được xây dựng thêm trong sân lớn. Tới năm 1872 thì các lỗ cửa phía sông Seine bịt kín. Tới thế kỷ 20, năm 1962, công trình được tu sửa lại.

## Lịch sử Institut de France

Institut de France và cầu Pont Neuf nhìn từ cầu Pont Notre-Dame

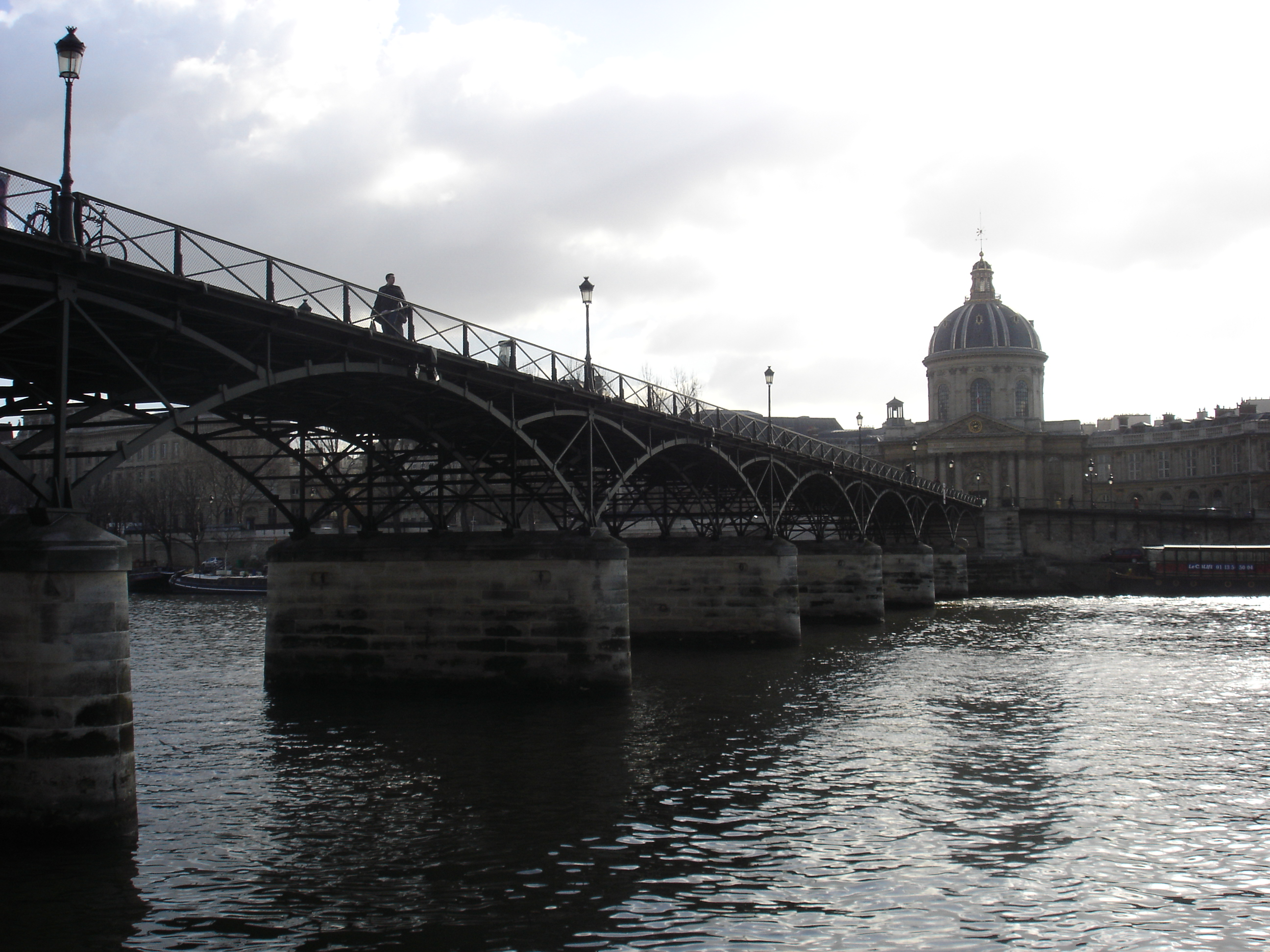
Institut de France và Pont des Arts

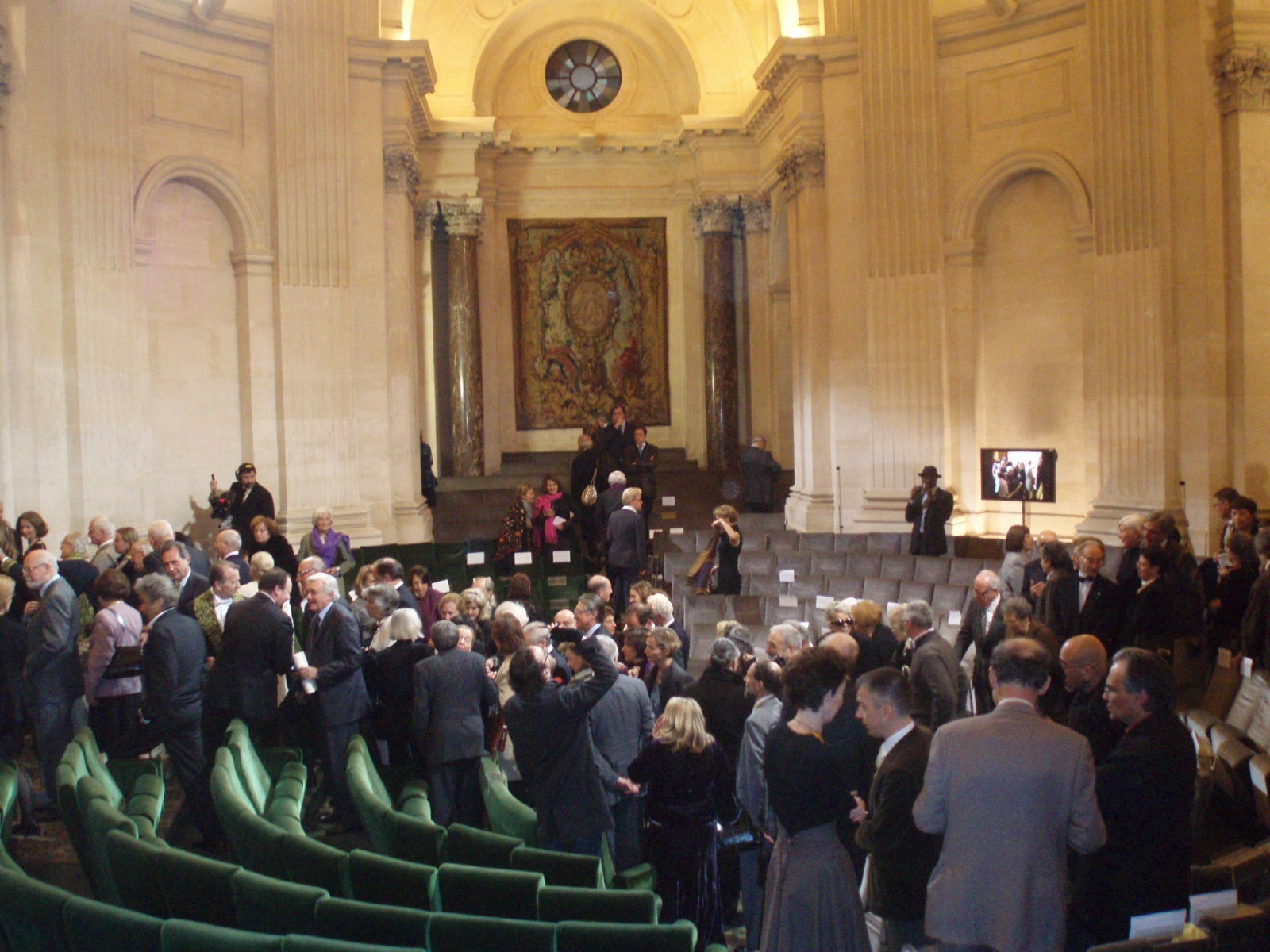
Phòng hội nghị của Institut de France

Sau Cách mạng Pháp, thời kỳ Đốc chính, hiến pháp năm 1795 xóa bỏ tất cả các viện hàn lâm hoàng gia. Ngày 3 tháng sương năm IV, tức 10 tháng 10 năm 1795, luật về tổ chức giáo dưỡng công cộng tuyên bố về việc thành lập Viện quốc gia khoa học và nghệ thuật: Để hoàn thiện khoa học và nghệ thuật, cho những nghiên cứu không bị gián đoạn, công bố các khám phá, tạo mối liên hệ với những hội khoa học ở nước ngoài, theo đuổi lao động khoa học nghệ thuật vì mục đích chung và vinh quang nền Cộng hòa.
Institut de France được chia làm ba ban:
- Ban khoa học vật lý và toán, gồm hai chủ tịch, một toàn học và một vật lý.
- Ban khoa học đạo đức và chính trị
- Ban văn chương và mỹ thuật

Tới quyết định ngày 3 tháng sương năm XI, tức 24 tháng 1 năm 1803, Institut de France được phân chia lại:
- Ban khoa học vật lý và toán
- Ban ngôn ngữ và văn chương Pháp
- Ban ngôn ngữ cổ và lịch sử
- Ban mỹ thuật

Tới năm 1816, vua Louis XVIII tổ chức lại Institut de France, quay lại dùng từ « Viện hàn lâm » (Académie) thay cho từ « Ban » (Classe). Với sắc lệnh ngày 26 tháng 10 năm 1832 của Louis-Philippe I, cơ cấu của Institut de France có được như ngày nay.

## Tổ chức
Institut de France ngày nay bao gồm năm viện hàn lâm:
- Viện hàn lâm Pháp, thành lập năm 1635
- Viện hàn lâm văn học, thành lập năm 1663
- Viện hàn lâm khoa học, thành lập năm 1666
- Viện hàn lâm khoa học đạo đức và chính trị, thành lập năm 1795
- Viện hàn lâm mỹ thuật, thành lập năm 1816
  - Académie de peinture et de sculpture (Học viện Hội họa và Điêu khắc, thành lập năm 1648)
  - Académie de musique (Học viện Âm nhạc, thành lập năm 1669) and
  - Académie d'architecture (Học viện Kiến trúc, thành lập năm 1671)

Institut de France cũng tập hợp một số tổ chức, cả của Pháp và nước ngoài. Phụ thuộc vào Institut de France còn có bốn thư viện:
- Thư viện Mazarine, ở Paris
- Thư viện Institut, ở Paris
- Thư viện Thiers, ở Paris
- Thư viện bảo tàng Condé, ở Chantilly